# F1 Tornado
F1 Tornado è un videogioco sparatutto a scorrimento con protagonista un aereo da caccia moderno, pubblicato nel 1991 per Amstrad CPC, Commodore 64 e ZX Spectrum dalla Zeppelin Games, direttamente in edizione economica. Appare anche con il titolo F1 Tornado Simulator nelle schermate introduttive Amstrad e Spectrum. Alcune riviste lo giudicarono abbastanza bene nonostante la mancanza di originalità e la semplicità.
Nel 1992 Zeppelin Games pubblicò anche un F1 Tornado per Amiga e Atari ST, con la stessa immagine di copertina originale, ma si tratta di un gioco fondamentalmente diverso e meno notato dalla stampa. Sviluppato dalla Quex Development, è uno sparatutto in prima persona con semplice grafica vettoriale; sebbene si piloti l'aereo in tre dimensioni, i controlli sono semplici e non viene generalmente classificato come simulatore di volo.

## Modalità di gioco
L'F1 Tornado originale è uno sparatutto a scorrimento orizzontale continuo verso destra, con visuale di lato. L'aereo del giocatore può muoversi nelle otto direzioni e come arma di base ha una mitragliatrice che spara verso destra. L'ambientazione è il Golfo Persico e gli scenari comprendono mare, deserto, città e campagne.
I nemici più comuni sono ondate di aerei e artiglieria installata a terra o su navi. Si dispone di tre vite che si perdono istantaneamente se colpiti dal nemico o se si urta un elemento dello scenario.
Alla fine di ogni livello si affronta un boss sotto forma di un gigantesco veicolo militare di vario tipo.
I power-up da raccogliere sono tutti equivalenti e possono fornire, con durata temporale limitata: capacità di sparare anche all'indietro, maggiore potenza di fuoco, maggiore velocità di manovra, missili a ricerca termica (di fatto dei proiettili non guidati, che partono in tutte le direzioni), o bombe a grappolo. Un solo potenziamento alla volta può essere attivo; appena raccolto un power-up, i nomi dei possibili potenziamenti scorrono nel quadro di comando in fondo allo schermo e il giocatore ne può scegliere uno premendo un tasto.